# 柴静
柴静（1976年1月1日—），山西临汾人，曾为中国记者及主持人。曾供职于中国中央电视台，2014年离职后成为独立媒体人、YouTuber。

## 經歷

### 早年生活
1976年，柴静出生于山西临汾，父亲从医，母亲执教，皆为知识分子。由于识字比较早，柴静4岁就进入小学。高中时成绩平平。1991年，高考结束后，15岁的柴静报了长沙铁道学院会计专业。大学期间最喜欢听音乐排行榜和谈心节目。
1995年毕业后，父母安排她回山西省铁十七局做会计，她执意留在湖南，在湖南文艺广播电台主持《夜色温柔》节目。1999年，升任综艺部副主任，成为湖南最著名的主持人之一。同年，她辞职赴北京广播电视学院学习并兼职《三联生活周刊》记者，同时受邀在湖南卫视主持《新青年》节目，采访了米丘、黄永玉、蔡琴、张朝阳、方兴东、吴士宏等各行各业的名人。

### 中央电视台
2001年起，供职于中国中央电视台，先后在《时空连线》、《新闻调查》、《24小时》、《面对面》、《看见》等栏目担任主持人与记者 ，并与《体坛周报》的记者及篮球评论员苏群交往，不久后分手。
2003年，曾深入抗击非典型肺炎第一线，被《南方都市报》评选为年度风云记者。非典之后，柴静离开演播室，从主持人成为了一名调查记者。10多年的时间里，她先后参与了非典、汶川地震、两会、北京奥运，华南虎照等重大新闻事件的报道。
2006年起，每年作为两会（全国人民代表大会和中国人民政治协商会议）观察员，报道会议召开期间的热点议题。同年，开始写自己的博客 “柴静观察”。
2010年，柴静在节目《面对面》中，就“什么是公平的减排方案”对丁仲礼进行辩论式采访。因在采访中丁仲礼反对以国家为单位计算碳排量并对柴静发出“中国人还是不是人”的质问而在中国大陆互联网爆红。在丁仲礼被美国制裁后该采访也再次获得热度。
2011年起与邱启明搭档主持周末版《看见》，采访药家鑫案、台湾老兵、姚晨、周星驰等节目广为传播，《看见》亦成为柴静主持生涯中一档有标志性的节目。
2012年12月，出版讲述十年央视历程的自传性作品《看见》，该书内容讲述柴静十年在央视的采访，记录中国社会问题如空气污染、留守儿童等，由广西师范大学出版社出版，销量超过100万册，成为年度最畅销书籍。
2013年初柴静被爆在与摄影师赵嘉（1972年生于北京）结婚，2012年出书时刚同老公度完蜜月，此后逐渐淡出荧屏。7月，《看见》节目因柴静临产而停播，据同事透露这与柴静准备赴美生子有关。10月，柴靜在美国產下1女，取名柴知然，引發輿論「假愛國」的爭議。同年，柴静做完对朱令父母的采访之后，第二天她的节目被终止。

### 独立媒体人
2014年初，柴静从央视离职。2月，《南都娛樂週刊》在春節前後拍到久未露面的柴靜，出現在北京機場，手裡抱著1名女嬰。
2015年，柴静率独立团队拍攝制作的空气污染调查纪录片《穹顶之下》于两会前夕2月28日发布，影片以女兒生时患瘤為叙事切入點。《穹顶之下》在網上播出48小时后，该影片的总播放次数已超2亿。3月1日，新华社报道纪录片引发即将参会的政协委员、人大代表热议；中国政府环保部新任官员亦在媒体见面会上对昨晚观看的纪录片一早发短信表示赞赏，感谢其唤起了公众对环境问题的重视。3月2日，两会前一天，中共中央宣传部作出指示，要求新闻媒体不要发布有关《穹顶之下》的报道，人民网和新华网等官媒开始撤下影片，并删除了几乎所有相关文章。
2015年4月，入选《时代周刊》2015年“百位最具影响力人物”。此後的數年間，柴靜一度在公眾視野中消失。

### 旅居海外
2017年7月，柴静隨丈夫及女兒移居西班牙巴塞罗那。同年8月柴靜一家親歷發生在蘭布拉大道的恐怖襲擊事件，她以事件為靈感追查歐洲伊斯蘭恐怖主義活動。
2023年，柴靜開通了個人YouTube頻道，並宣布於同年8月17日開始播出獨立製作的六集系列紀錄片《陌生人——對話聖戰分子》。片尾显示其丈夫赵嘉为该片摄像导演。有關預告片在微信平台發佈後很快被屏蔽。
2025年4月，范文欣在美國全国公共广播电台的一篇文章中將柴靜比作为萊思莉·斯塔爾，因其報導在俄羅斯入侵烏克蘭期间加入交戰雙方中来自中國大陸和台灣的雇佣兵的情况。
2025年5月15日，传《看见》在中国大陆收到下架通知，出版商称因图书质量问题停止出版发行、通知各渠道即刻停售下架并召回，联合早报引《明报》知情人士消息，称出版商与作者柴静主动切割自我保全，归因于其YouTube节目去年转向中国政治和历史议题并成为中文时事顶流，产生“破墙”效应影响中国大陆。2025年6月9日，柴静在其YouTube频道发布视频《柴静回应<看见>被禁：真实自有万钧之力 》，在视频中表示：“我不意外，也没有愤怒和悲哀，第一反应是‘力量感 ’。”

## 作品

### 书籍
- . 海南省: 海南出版社. 2001年: 352. ISBN 9787806459065 （中文（中国大陆））.[37]
- . 广西: 广西师范大学出版社. 2012年: 405. ISBN 9787549529322 （中文（中国大陆））.

### 节目
- 《夜色溫柔》
- 《时空连线》
- 《新闻调查》
- 《24小时》
- 《面对面》
- 《看见》

### 纪录片
- 《穹顶之下》
- 《陌生人——对话圣战分子》

## 获奖
- 2003 年度风云记者——《南方都市报》
  - 深入抗击非典型肺炎第一线
- 2003 全国抗击非典优秀新闻工作者——中共中央宣传部、中华全国新闻工作者协会
  - 深入抗击非典型肺炎第一线
- 2007 年度感动中国绿色人物——东方卫视
- 2009 演讲大赛特等奖——首都女新闻工作者协会
  - 《认识的人，了解的事》
- 2009 年度优秀播音员主持人（乙等）——中国中央电视台
- 2010 年度十佳主持人——中国中央电视台
- 2010 土豆映像节金镜头奖——土豆网
  - 《认识的人，了解的事》
- 2011 年度华文十佳散文——河南省文联、《散文选刊》杂志社
  - 《世间有情人》
- 2015 年《时代周刊》2015年“百位最具影响力人物”